# Élisabeth-Pauline de Lauraguais
Élisabeth-Pauline de Lauraguais (née Élisabeth-Pauline de Gand le 22 octobre 1737 et morte à Paris le 16 février 1794) est une noble française, épouse de Louis-Léon de Brancas et nièce du maréchal Louis de Gand de Mérode de Montmorency

## Biographie
Élisabeth-Pauline est née le 22 octobre 1737, elle est la fille d'Alexandre de Gand-Vilain et de Françoise de La Rochefoucauld.
Le 11 janvier 1755, elle épouse Louis-Léon de Brancas, duc de Lauraguais,. Leur union donne naissance à deux enfants:
- Pauline-Louise (1755-1812), qui épouse Louis-Engelbert (1750-1820), duc d'Arenberg, le 19 janvier 1773 à Paris.
- Antoinette Candide (1758-1777), qui devient religieuse à l'Abbaye-aux-Bois[2].

### Baronne du château d'Arlay
C'est à la suite d'un procès long de deux siècles (1530 à 1730) que le roi Louis XV attribua une part de l’héritage de Philibert de Châlon dont le Château d’Arlay à Louis de Gand, l'oncle d'Elisabeth-Pauline (cf. l'article Montaigu-note 6). Cette dernière hérite du château en 1767. 
Le château n'étant plus qu'un tas de ruine, elle décide d'en construire un nouveau. Elisabeth-Pauline achète les anciens bâtiments du couvent Minimes, situés à quelque pas de l'ancien château et désormais à l'abandon. Aussi elle se sert des ruines de l'ancien château de Nozeroy comme carrière.
Chaque été et chaque automne, Elisabeth-Pauline, y reçoit les seigneurs, maires et échevins relevant de sa juridiction. Le roi de Prusse Frédéric II le Grand lui-même lui rend visite en 1775.

### Victime de la Terreur
Lorsque René-François Dumas (dit Dumas le rouge) se retrouve à la tête de la société populaire de Lons-le-Saunier, Elisabeth-Pauline ne met plus les pieds à Arlay. C'est un individu qu'elle connaît bien, elle a refusé sa candidature comme régisseur au château.
Elle choisit donc de se réfugier au château d'Oignies, l'une de ses nombreuses possessions (elle était aussi la dame de Menetou-Salon). À l'été 1793, elle est arrêtée et emprisonnée.
Peu de temps après l’arrestation de Elisabeth-Pauline, René-François Dumas, tout juste nommé vice-président du tribunal révolutionnaire se charge de son jugement. Elle est et condamnée à mort le 6 février 1794. Elle est guillotinée à Paris, place de la Concorde, le 18 pluviôse de l'an II de la République française (16 février 1794) .